# Valentine Moghadam
Pour les articles homonymes, voir Moghaddam.
Valentine Moghadam (née en 1952) est une universitaire, militante et essayiste féministe qui travaille sur la mondialisation, les réseaux féministes, la relation entre les femmes et le développement et notamment l'emploi de ces dernières dans le Moyen-Orient.
Elle est depuis janvier 2007 directrice du Women's Studies Program à l'université Purdue, où elle enseigne aussi la sociologie. Elle a auparavant travaillé pour l'Organisation des Nations unies pour l'éducation, la science et la culture (UNESCO) en tant que responsable de l'égalité des genres et du développement.

## Publications
- Globalizing Women: Transnational Feminist Networks. Baltimore: Johns Hopkins University Press, 2005.
- Identity Politics and Women: Cultural Reassertions and Feminisms in International Perspective. Boulder: Westview Press, 1994.
- Modernizing Women: Gender and Social Change in the Middle East. Boulder: L. Rienner, 1993.
- Women, Work, and Economic Reform in the Middle East and North Africa. Boulder: Lynne Rienner Publishers, 1998[2].